# Giovanni Angelo Amato
Giovanni Angelo Amato (* in Maiori, Provinz Salerno; † nach 1615) war ein süditalienischer Maler. Er ist von 1576 bis 1615 nachweisbar.
Seine Werke befinden sich in vielen Kirchen Süditaliens, z. B. in Atrani und in Ravello.